# 基洛夫级巡洋舰
基洛夫級飛彈巡洋艦（英語：Kirov class battlecruiser，俄語：“海鷹”）是世界上最大的現役水面戰鬥艦艇，也是唯一排水量超过两万吨及使用核子動力的現役巡洋艦。艦上裝載超過500枚導彈，因此有「武庫艦」的稱號。
基洛夫級原本是針對美軍潛艇設計，搭載大量反潛導彈，其後又改成核動力航空母艦的護衛艇。但隨着蘇聯解體，烏里揚諾夫斯克號航空母艦未能完工。最終制衡美軍航空母艦打擊群成為了其主要任務。

## 概要
基洛夫级巡洋舰的设计工作于1968年正式开始，代号1144.1工程，最初方案为8000吨，但勃列日涅夫等苏联当时领导层似乎更喜欢大家伙，由于大环境有利于大力发展海军，苏联海军创始人戈尔什科夫决心坚定，海军高层又在部长会议上左右活动得力，加上抬出当年俄罗斯帝国沙皇彼得大帝的野心作为佐证，因此该级舰的设计的吨位为8000吨，装备6-8枚射程达150公里的导弹，但这与当时正在建造的克列斯塔II级巡洋舰相差无机，而且还有正在研制的吨位更大，采用燃气轮机的卡拉级，这样的规格即无法按照既定设想装下核反应堆，也无法通过对大家伙有特殊癖好的高层审核，于是方案几经修改，最后满载排水量提高到15000吨再到20000吨，最后定格在24300吨。
基洛夫级是一艘战列巡洋舰，排水量和武器火力類似战列舰但是任務和角色跟巡洋艦相同，蘇聯方面統一稱之為 "重型核子飛彈巡洋艦"。在美國海軍曾操作過的艦隻中，唯一與之噸位及功能相近的，是早已退役多年的長堤號核動力飛彈巡洋艦，不過該艦满载排水量只有17,525吨，且設計和建造的年代要早得多。基洛夫吨位接近长堤号2倍，且功能定位不同。在阿利-伯克级驱逐舰出现以前，核动力战斗舰只似乎是为核动力航空母舰护航的优先选择，长堤号被设计为可伴随核动力航空母舰持续以30节奔赴世界各处，结果达到了巡洋舰的体积与吨位，武器火力却不足；后来的阿利-伯克级驱逐舰有近似的武器携带能力，吨位却只有长堤号的一半，更大的主机最大功率使极速可达40节，虽有燃油补给问题可续航能力也够用。基洛夫级吨位2万8千吨，主机最大功率14万马力，均接近长堤2倍，其中由核反应堆提供的动力却同于长堤号8万马力，另外由蒸汽锅炉提供6万马力动力，以此达到承载500余枚各型导弹的庞大火力。

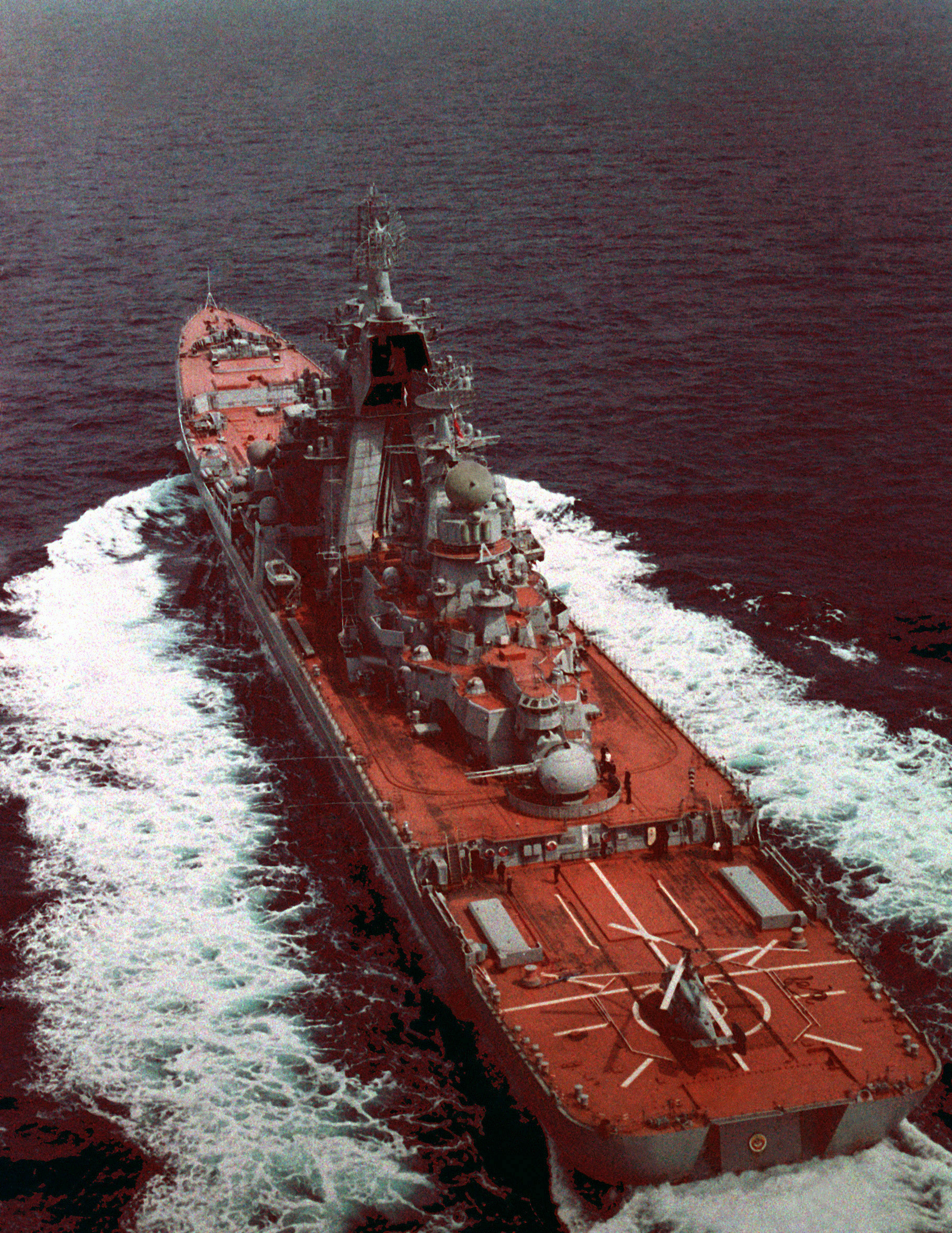
伏龍芝號,1988年

由於N級核潛艇K-8號在1970年4月舉行的“海洋-70”（Океан-70）演習中因為核動力裝置故障最終導致沉沒。這場災難性事故直接導致蘇聯海軍司令部對該艦的核動力系統大幅度重新評估，在海軍首長(據聞當時甚至得到時任蘇聯海軍司令謝爾蓋·格奧爾基耶維奇·戈爾什科夫的直接干預)的干預下，北方設計局又對原設計方案進行了大幅修改，目前最通俗的理解就是設計局确定了混合动力方案，最終在艦上采用2座核反应堆和2座燃油鍋爐各提供约一半的动力(然而亦有俄方的資料認為燃油鍋爐只是一種備用動力措施，尤其兩種動力所產生的蒸汽壓力輸出不成比例，因此無法並聯驅動)，成为核動力與燃油蒸汽渦輪機主機(CONAS)。
艦上以KH-3型壓水反應堆提供主要動力，大多數俄方的資料認為光是KH-3型核動力就能驅動該艦达到30节极速，或以20节无限巡航。以KVG-2型燃油蒸汽锅炉提供辅助动力，能驱动该舰达到14节极速，或以14節续航1,000海裡。但是在日方的資料認為，当两者同时使用时，才能夠达到32节以上航速。
該艦动力系统所提供的电力和热能可以供应一座10-15万人口的城市，該核反應爐據聞可以持續運行10至11年，但也有說法指由於該核反應爐其實不算可靠，必須要嚴加維護才能夠確保出勤率。
基洛夫級配備各式防空、反潛、反艦武器。

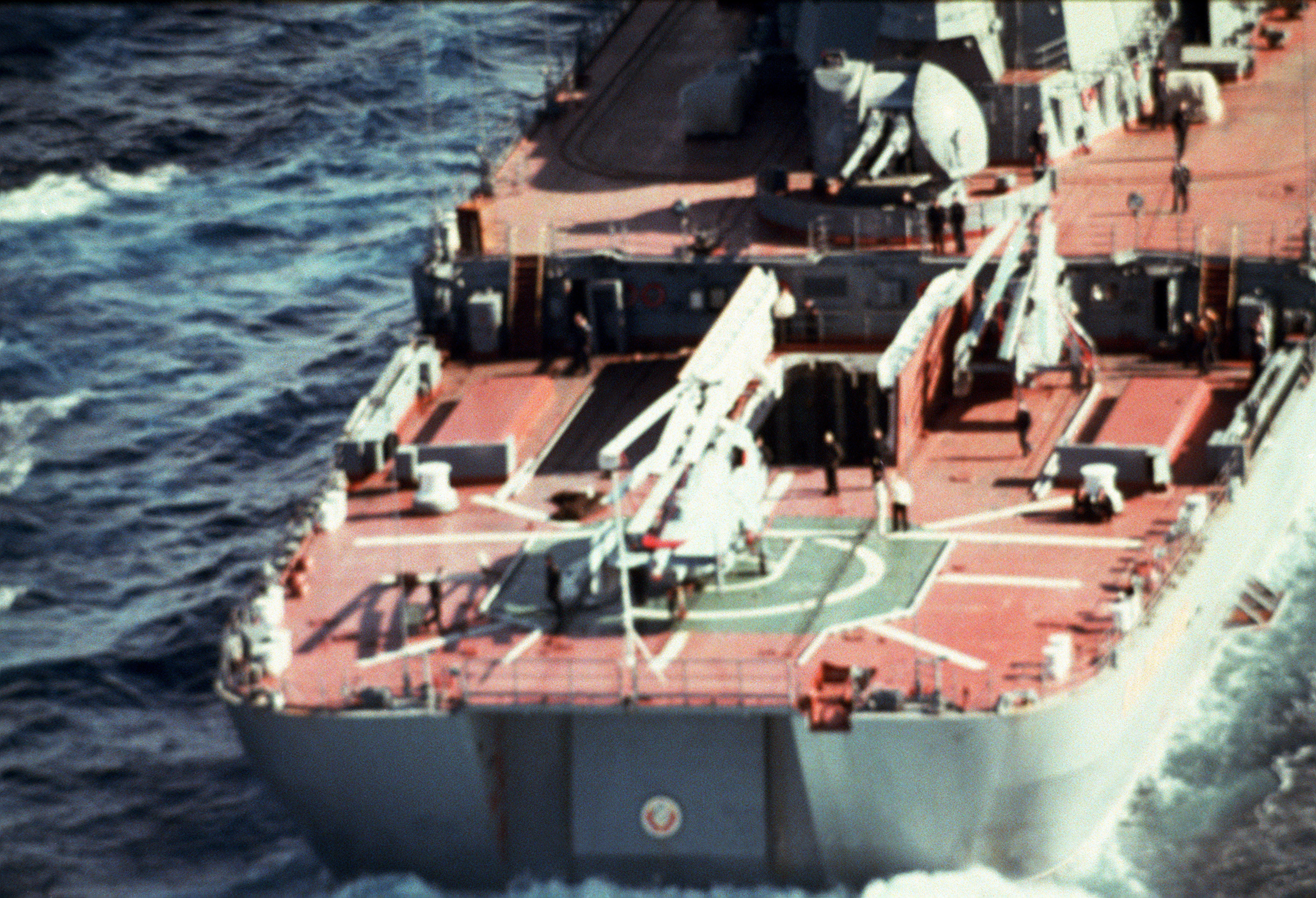
加里寧號的飛行甲板，可以看見機庫和Ka-25與Ka-27直升機

基洛夫级大约有1,600个船舱。其中140个单人或双人间的军官和士官住舱，30个军士和水兵住舱（每间可供6-30人居住）。全舰有220个门廊，49条走廊，总长度近20公里。舰上设有15间淋浴室，两间浴室，一间桑拿浴室，以及一座小型游泳池，另外还设有图书室和健身娱乐中心，双层的医疗中心，包括门诊部，药房，X光室，手术室，看护隔离病房和牙科诊所。

## 武器

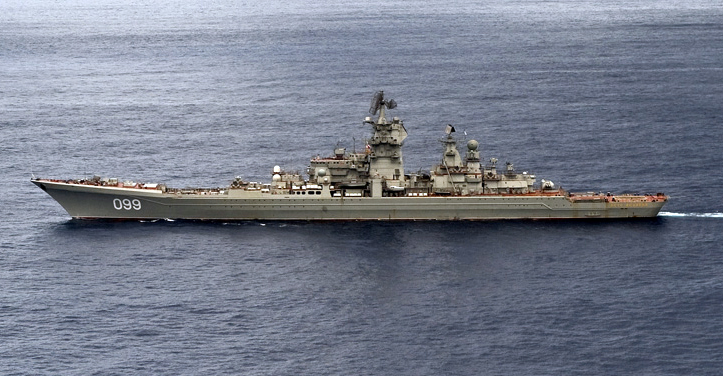
彼得大帝號巡洋艦

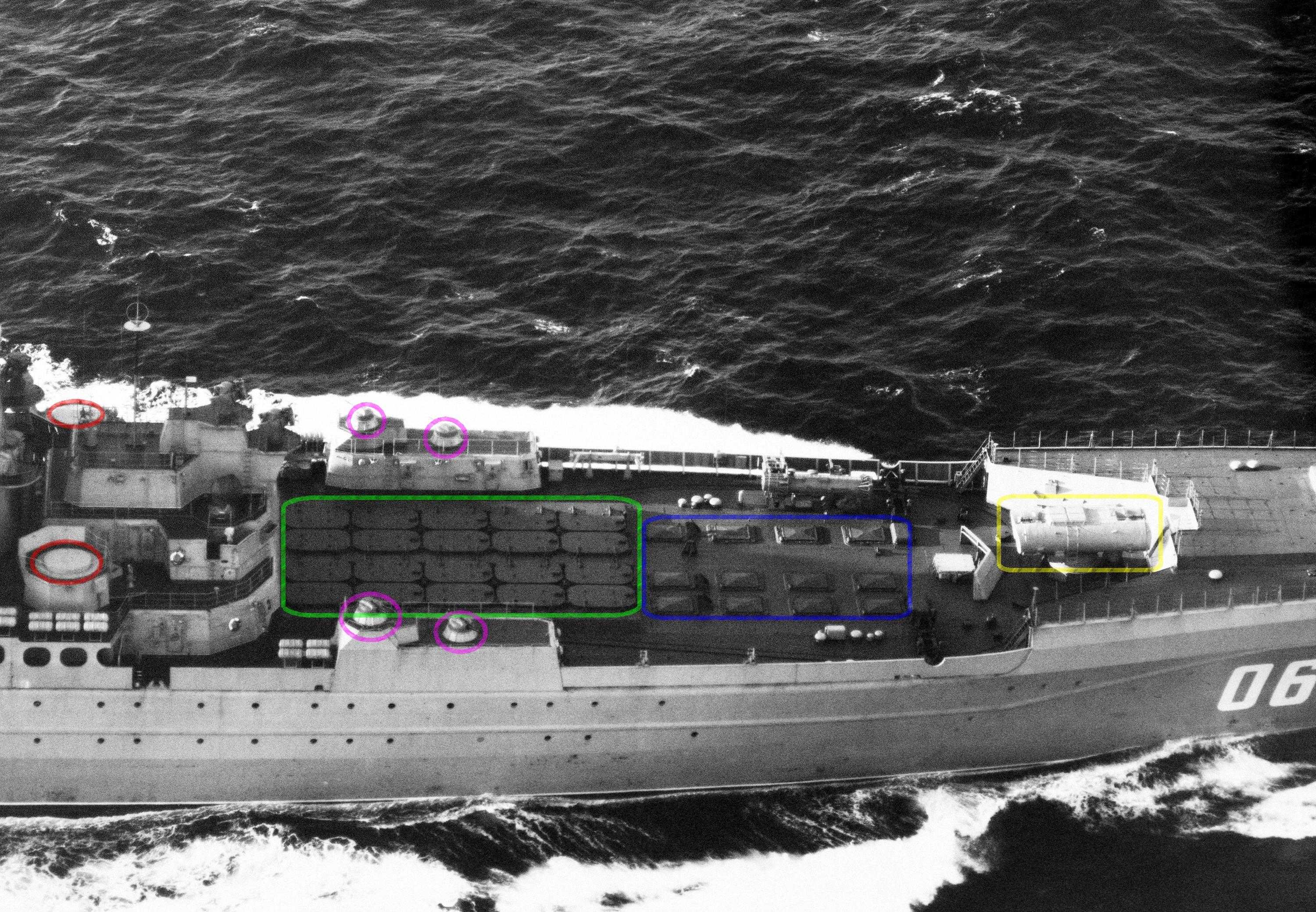
基洛夫号舰首武器位置
四門 AK-630 六管30mm近防炮
兩座 SA-N-4 防空飛彈
20枚 SS-N-19 巡弋反舰飛彈
12具 SA-N-6 防空飛彈发射舱
兩具 SS-N-14 反潛飛彈

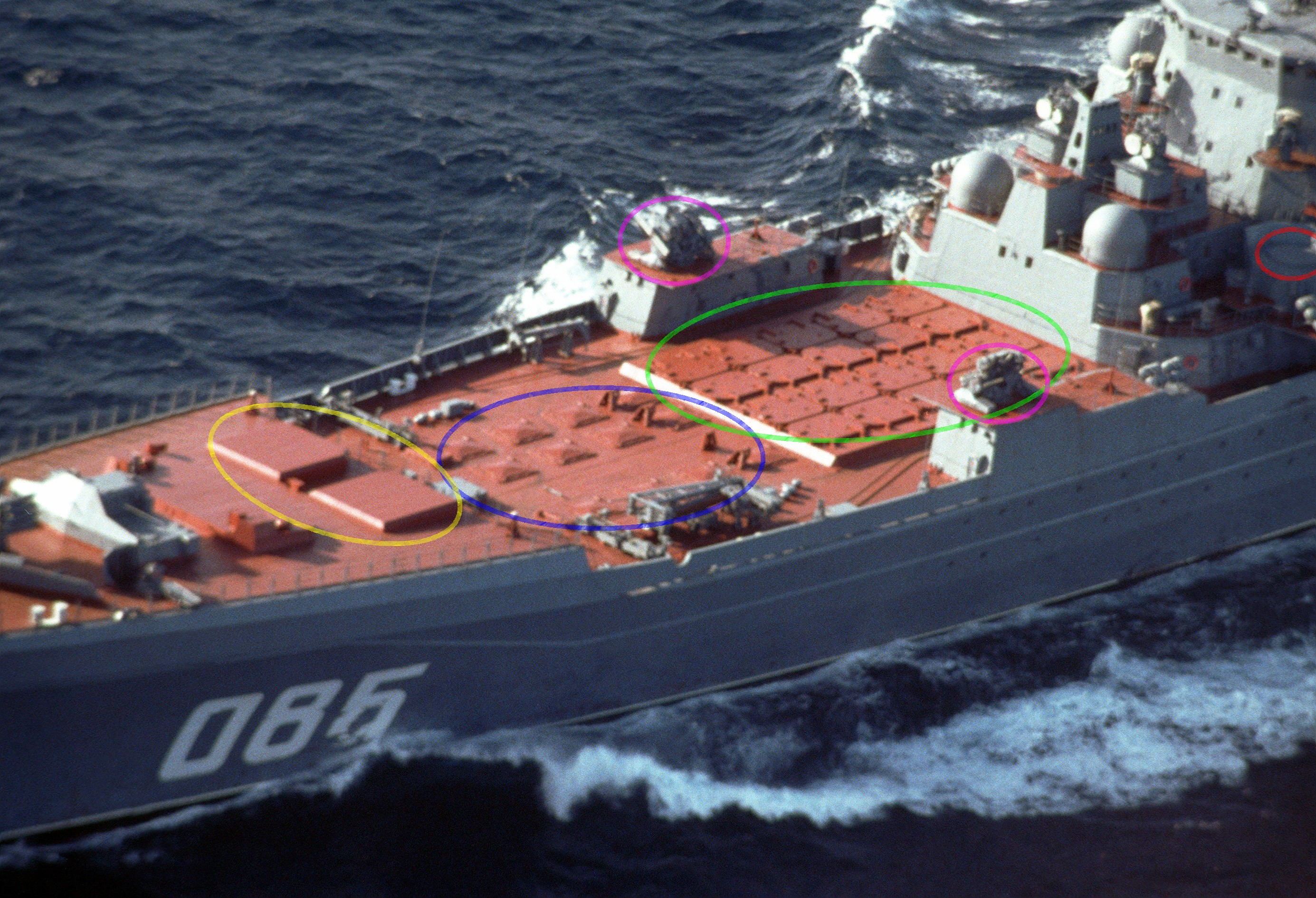
加里宁号舰首武器位置.
兩座 CADS-N-1 近迫防衛系统
兩座 SA-N-4 防空飛彈
20枚 SS-N-19 巡弋反舰飛彈
12具 SA-N-20 防空飛彈发射舱
两套 SA-N-9 防空飛彈

该級艦擁有完善電子設備和驚人的火力。巨大的MR-800（Voskhod / Top Pair）雷達組件安裝在前桅杆，北約稱為「顶对」（Top Pair）。
主武器是20枚P-700花岗岩（厂号3M45）反艦飛彈，分裝在20座垂直發射器裡，可以擊沉大型水面艦。據說，該型VLS具備在20秒內2枚飛彈齊射的能力。
防空方面有12座8聯裝迴轉式SA-N-6防空飛彈共96枚。四号舰彼得大帝號换成了更先进的S-300FM/ Fort-M "堡垒-M"/SA-N-20 Gargoyle "滴水嘴獸"导弹），艦橋頂部换成了30N6E1型「墓碑」單面旋轉相控陣雷達，可以攔截彈道飛彈和高空高速轟炸機。還有2座20聯裝VLS，裝載9K33M黄蜂-M/SA-N-4壁虎飛彈共40枚。
偵測器和副武器各有不同;首舰在舰首装了一座双联装RPK-3风雪/SS-N-14火石反潜导弹筒(备弹14发)。後繼艦則換成4座9K331道尔/SA-N-9拳套防空飛彈系統(备弹192发)，因認為受西方國家空中威脅較嚴重。基洛夫和伏龍芝兩艦都有8座六管30 mm AK-630近迫防禦快砲，后两艦則是裝备6座CADS-N-1彈砲合一近防系统。
其他武器還有一座雙聯裝130 mm AK-130 主砲（除了基洛夫號是兩座單裝100 mm 主砲），10門魚雷飛彈兩用發射管（可以發射RPK-2暴风雪/SS-N-15海星潜射飛彈），另有两座RBU-1000龙卷风-2式六管反潜火箭發射器（各舰都有）和一座RBU-6000龙卷风-3式12联装反潜火箭發射器（后两舰将RBU-6000换成一座10联装RBU-12000王蛇-1式反潜火箭發射器），备弹96发。

## 電子系統
雷達:（北約名稱）
- 前方一具Voskhod MR-800（北约称顶对）3D 搜索雷達
- 桅竿一具“护卫舰”型 MR-710（顶舵）3D 搜索雷達
- 前桅一具2 × 棕榈叶導航雷達

聲納
- 马嘴 LF 球型聲納
- 马尾 VDS（可變深度聲納）

火控系統:
- 2 × 圆顶  SA-N-6用火控系統（“彼得大帝”號的前方Top Dome 系統換成Tomb Stone）
- 4 × 铜落锤 AK-630 近迫用火控系統（“納希莫夫海軍上將” 和 “彼得大帝”號沒有）
- 2 × 眼纹碗 SA-N-4 用火控系統（“烏沙科夫海軍上將”號上是搭配SS-N-14飛彈）
- 2 × 热闪/热点 SA-N-11用火控系統
- 1 × 鸢叫 AK-100或AK-130用火控系統
- 2 × 叉剑 SA-N-9用火控系統

## 服役
基洛夫號：蘇聯解體後改名成烏沙科夫海军上將號。於1973年7月在列宁格勒波罗的海造船廠下水起造，1977年12月26日首航，1980年12月30日服役。第一次對外發表於1981年，當時北約觀察家稱為代號 BALCOM I （波羅地海戰士 I ）。主要設計以反潛為主，基於反制美軍潛艇的前進部署。1990年在地中海上發生反應爐事故。之後因為蘇聯瀕臨解體的財務困境而沒有被修復。後來被當成零件船從上面拆解零件用於維護其他同级艦，2015年4月25日，俄羅斯海军為基洛夫号核动力巡洋舰举行升旗仪式。于2021年拆解。
伏龍芝號：1984年完工，編入太平洋艦隊。1991年，改名拉扎耶夫海军上將號。自從1994年啟用；四年後改為儲備艦，在2014年，在船塢通過了塢修。最近將考慮到遠東地區進一步維修和升級，2015年5月15日根据俄罗斯网友拍摄的照片显示拉扎耶夫海军上将号已经完成了船體重新上漆的工作，並在俄羅斯海軍的太平洋艦隊的PD-41號浮船塢待命中。于2021年拆解。
加里寧號→纳希莫夫海军上将号巡洋舰：于1988年投入現役，加入北方艦隊。1997年航行中发生严重的核反应堆和主机机械故障，被拖船拖回北德文斯克北方机器制造厂港口，由于财政和技术原因，一直无力修复，直到1999年除役封存，2005年重新啟用。现在俄羅斯海军决定在2012年對它進行现代化升级改裝，2014年1月进入实质性操作，現正在北方造船廠進行現代化升級改裝中，改裝項目包括將20套SS-N-19花崗岩超音速反艦導彈發射器改裝成同等數目的3M22鋯石高超音速反艦巡航導彈。2025年該艦完成現代化更改裝工程，並會進行海試。
尤里·安德羅波夫號：该舰建造遇到多次延遲。其建造工作始於1986年，但直到1996年被重新命名為彼得大帝號時才完工，彼得大帝號當前是俄羅斯北方艦隊旗艦。該艦為基洛夫級中，第一艘具備多方面防護能力艦隻。能夠為艦隊提供對空防禦支援，同時進行反潛與反水面作戰。計劃在納西莫夫海軍上將號改造完成後退役。
捷爾任斯基號：第五艦捷爾任斯基號巡洋艦的建造也遭遇延遲。其艦名被改為“十月革命”號，然後再改為“庫茲涅佐夫苏联海军元帅”號，最終未能建成而被廢棄。

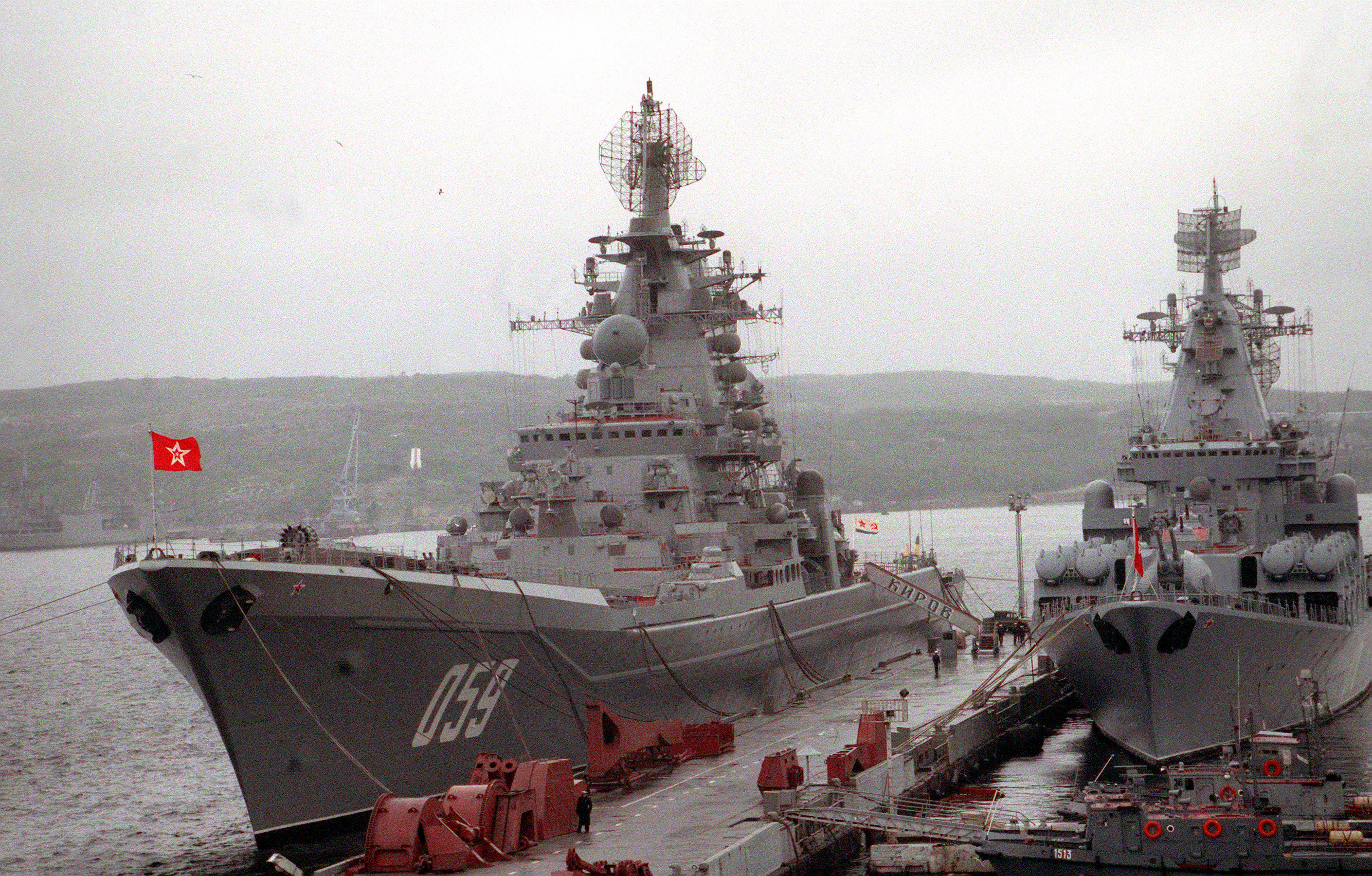
“烏沙科夫海軍上將”號（“基洛夫”号）
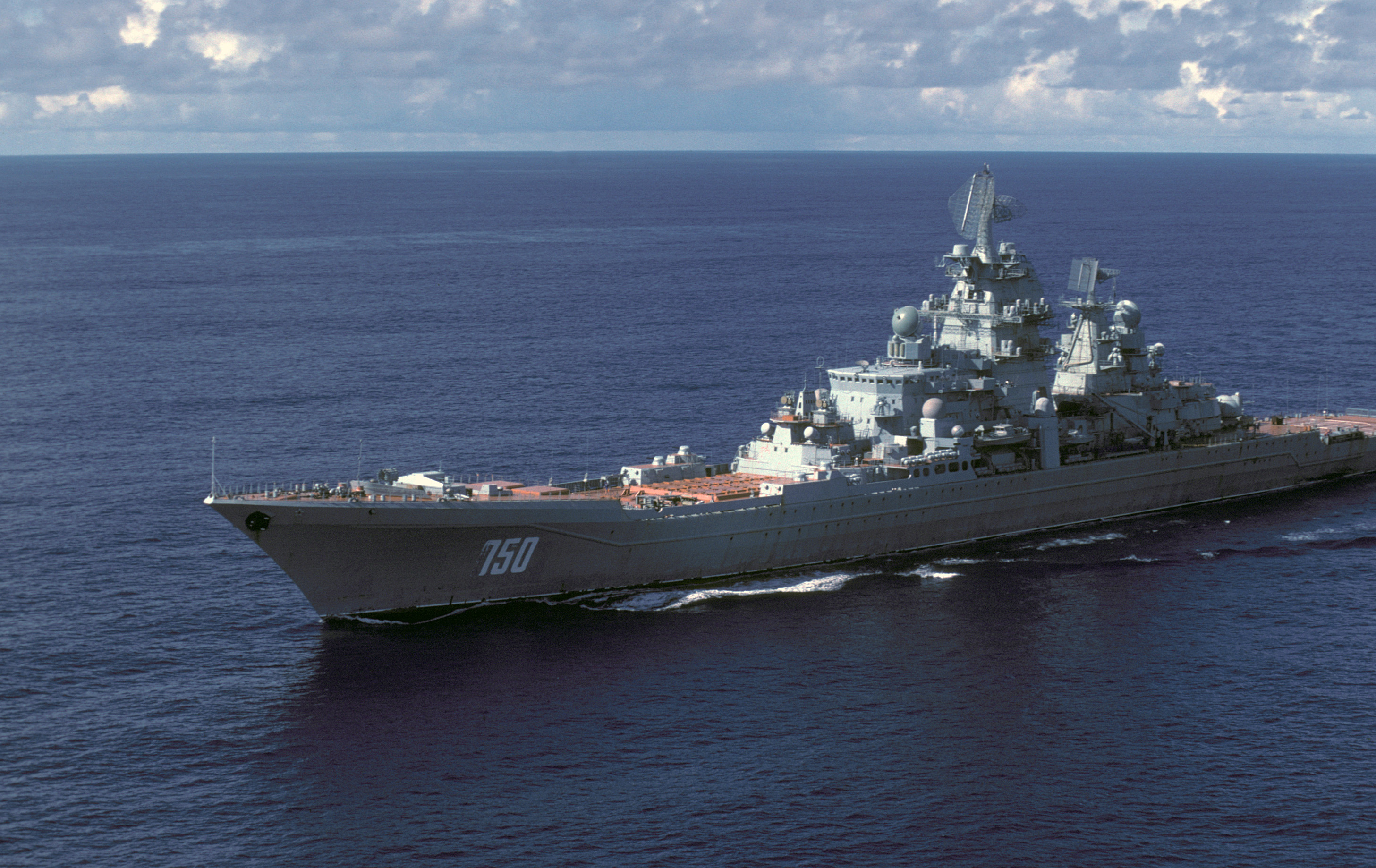
基洛夫級二號艦伏龙芝号（Frunse，後改名拉扎耶夫海軍上將號），攝於1985年時。
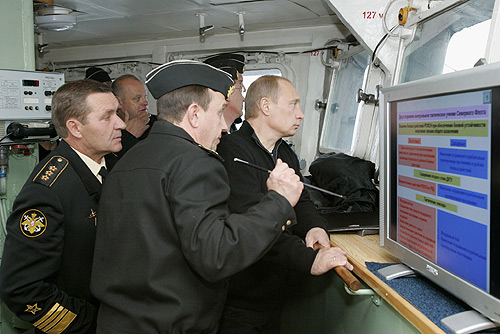
普京视察“彼得大帝”号
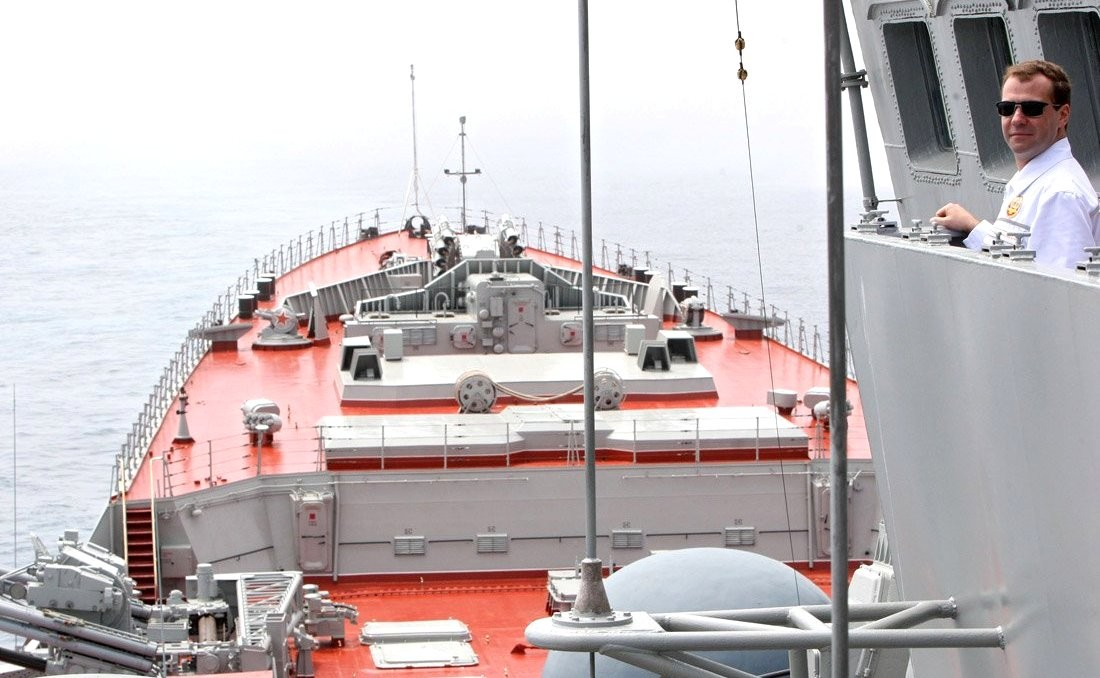
梅德韦杰夫视察“彼得大帝”号

## 現代化改裝
基洛夫級核動力巡洋艦3號艦“納西莫夫海軍上將號”已於2012年簽訂升級改造合同，2014年1月進入實質性操作，正在北方造船廠接受現代化升級改裝，經不斷延期，目前预计2024年重新開始服役。按照采购资料，“纳希莫夫海军上将”号将会换装目前在戈爾什科夫海軍元帥級巡防艦上应用的“5P-20K”四面固定阵列X波段主動相位陣列雷达，使用"3K14"通用垂直发射装置来取代原本20枚硕大的P-700花岗石导弹发射筒，一共安装了10部8联装通用垂直发射装置共计80单元，装填 3M-54（SS-N-27/“口徑”/“俱樂部”)系列、P-800「縞瑪瑙」（SS-N-26）等多种远程对陆、反舰巡航导弹，防空导弹仍然是原本的"3S41"转轮式垂直发射装置，发射S-300家族的最新改进型“48Н6E2”中远程防空导弹，最大射程150公里，数量上也仍为12套转轮式垂直发射装置，装填96枚；在武器区最前方可能会安装4组8联装“魯道特防空飛彈系統”，装填9M96中程防空导弹和以“一坑四弹”的形式装填9M100近程防空导弹，以及更換已老化的無線電電子戰設備，指揮和通訊系統，雷達等。

## 同型艦
| 原名            | 改名                                      | 開工      | 下水       | 服役       | 現狀 |
| --------------- | ----------------------------------------- | --------- | ---------- | ---------- | --- |
| 基洛夫          | 烏沙科夫海軍上將                          | 1974/5/27 | 1977/12/26 | 1980/12/30 | 1991年起閒置 2002年退役 2021年開始拆解。                                                                          |
| 伏龍芝          | 拉扎耶夫海军上將 Лазарев, Михаил Петрович | 1978/7/27 | 1981/5/26  | 1984/10/31 | 1999年閒置 2021年開始拆解。                                                                                       |
| 加里寧          | 纳希莫夫海军上将号巡洋舰                  | 1983/5/17 | 1986/4/25  | 1988/12/30 | 2012年签订現代化升級改裝合約 2014年1月進入實質性操作 ，曾在北方造船廠進行現代化升級改裝，2025年完工，目前海試中。 |
| 尤裡·安德羅波夫 | 彼得大帝                                  | 1986/5/11 | 1989/4/29  | 1998/4/19  | 現役，計劃在納西莫夫海軍上將號改造完成後退役。                                                                    |
| 捷尔任斯基      | 庫茲涅佐夫苏联海军元帅                    | 未开工    | 未开工     | 未开工     | 1990年10月4日取消建造                                                                                             |

## 外部連結
- Globalsecurity.org page on Kirov class（页面存档备份，存于）
- Kirov class photos from Mark Meredith（页面存档备份，存于）
- article in Russian from Encyclopedia of ships
- article in Russian from the Military Reform Support Fund（页面存档备份，存于）
- article in Russian discussing the ships' armament
- article in English from FAS（页面存档备份，存于）